# EL84
Die EL84 ist eine Elektronenröhre mit Novalsockel (Pressglas-Miniatursockel) und wurde 1953 vom Philips-Konzern primär als Niederfrequenz-Endpentode für den Einsatzbereich in Audioverstärkern entwickelt. Im Typisierungsschlüssel der US-amerikanischen Radio Electronics Television Manufacturers Association (RETMA) hat sie die Bezeichnung 6BQ5. Die EL84/6BQ5 wird noch heute in verschiedenen Ländern gefertigt.

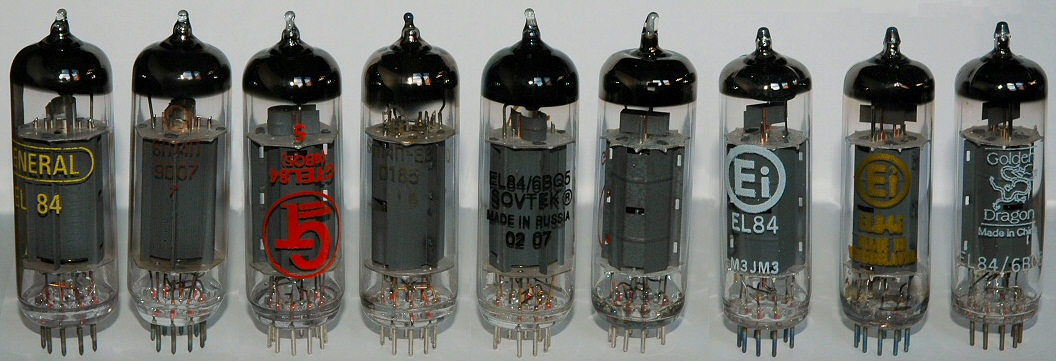
EL84 von verschiedenen Herstellern.

## Allgemeines
Die EL84 erzielt als Eintaktverstärker im A-Betrieb 5,7 Watt und als Gegentaktverstärker (2 Röhren im AB-Betrieb) 17 Watt Ausgangsleistung. Die dafür nötige Anodenspannung beträgt 250 bis 300 Volt, der Anodenstrom etwa 48 mA.
Sie löste die 1947 konstruierte 9-W-Endpentode EL41 ab, die weniger Leistung abgeben konnte und noch den thermisch und fertigungstechnisch eher ungünstigen Rimlocksockel (B8A) aufwies.
Die EL84 hat vergleichsweise kleine Abmessungen: Bei einer Höhe von lediglich 72 mm und einem Durchmesser von 22 mm gelang es u. a. durch die Gestaltung des Elektrodensystems, die hohe Anoden-Verlustleistung von bis zu 12 W im Miniatur-Röhrenkolben zu beherrschen - eine sorgfältig hergestellte EL84 gehört trotz der hohen Materialbelastungen im Betrieb zu den zuverlässigsten Endröhren überhaupt.
Besonders bekannt wurde die Endröhre ab den 1960er Jahren durch den Einsatz in den Bühnenverstärkern Vox AC15 und AC30 der britischen Firma Vox Amplification.
Äquivalente Röhren sind die 7189, die mit erweiterten Betriebsparametern primär für industrielle Anwendungen vorgesehen war, und die baugleiche, in der UdSSR hergestellte 6P14P (kyrillisch: 6П14П). Eine geringfügig modifizierte Version der 6P14P wird im Jahr 2007 in Russland von der zur New Sensor Corporation gehörenden Firma Sovtek hergestellt, die auch die Mullard-Röhren fertigt. Darüber hinaus gibt es auch noch Hersteller in der Slowakei, Jugoslawien und China.

## Technische Daten
In der Röhrenbezeichnung EL84 bedeuten: E – 6,3 V Heizspannung, L – Leistungspentode; die 8× (mindestens zweistellige Bezeichnung beginnend mit einer 8) steht für den
Novalsockel (9-polig)  und die 4 ist eine laufende Nummer.

## Bilder zur EL84

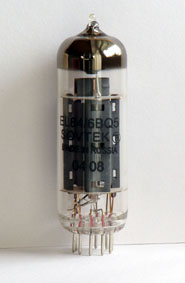
Eine Noval-Endpentode EL84 von Sovtek
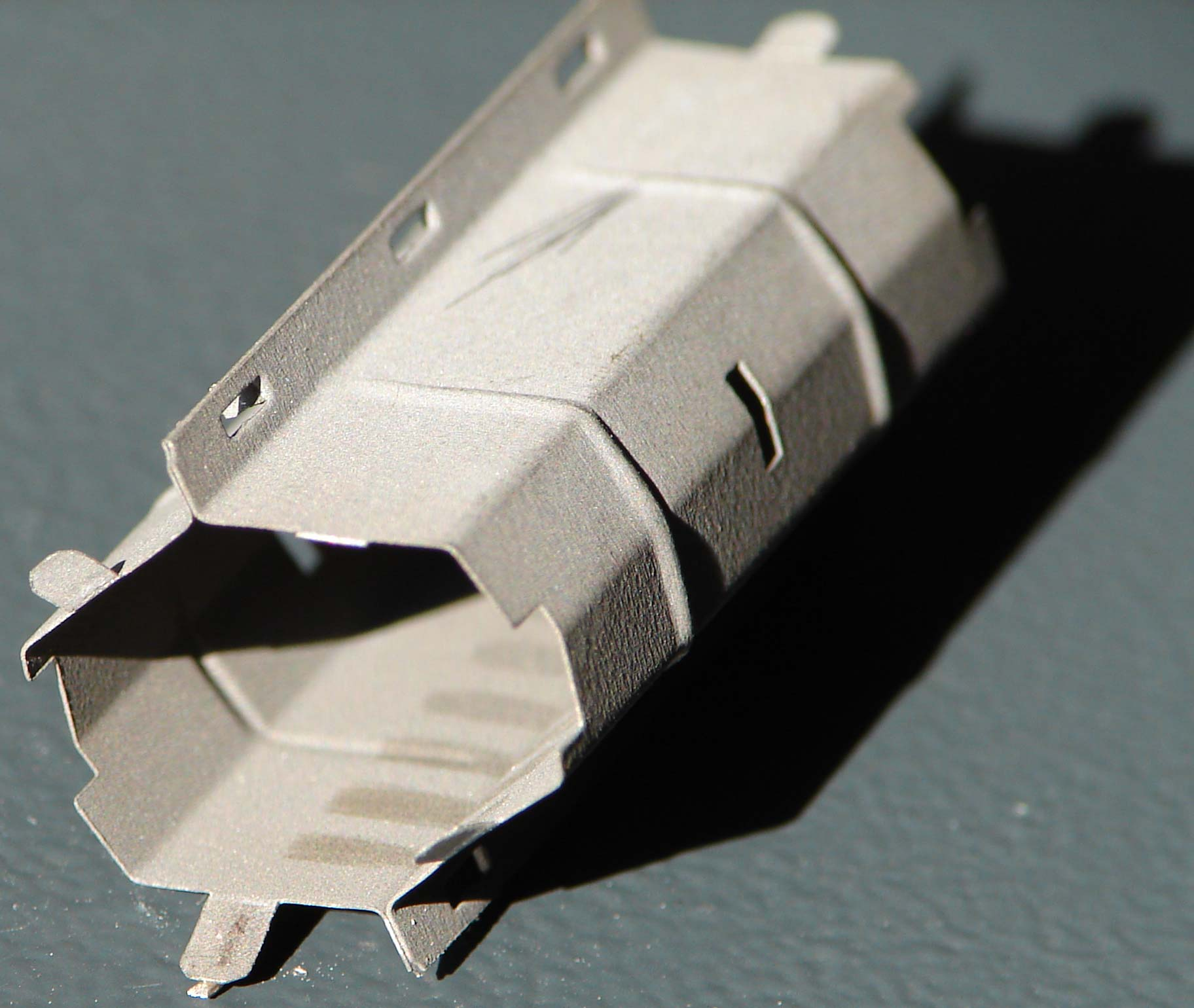
Die Anode einer Valvo-EL84, sichtbare Spuren des Elektronenbombardements.
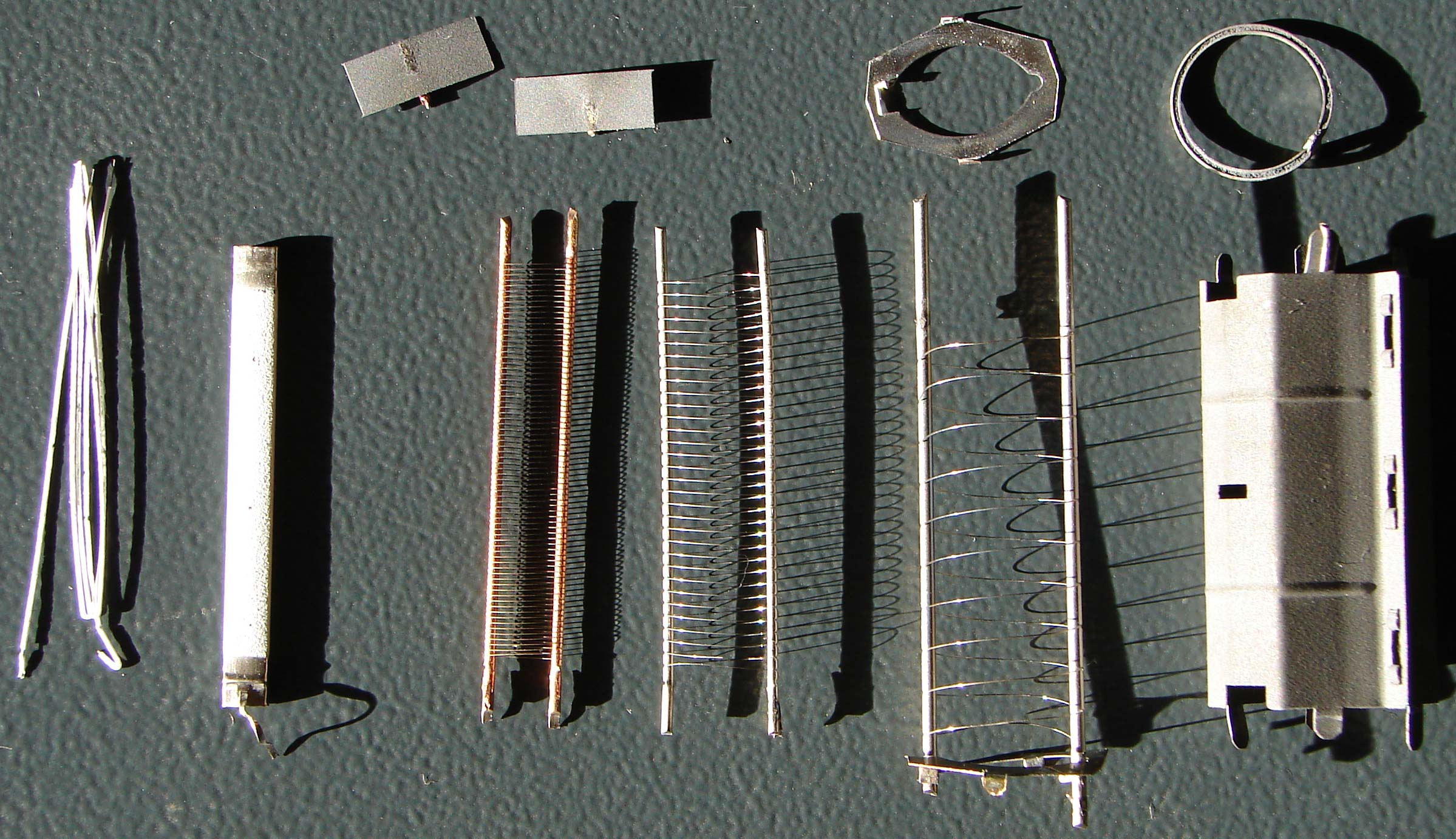
Die Systemeinzelteile einer Valvo-EL84 (ohne Kolben und Glimmerscheiben).
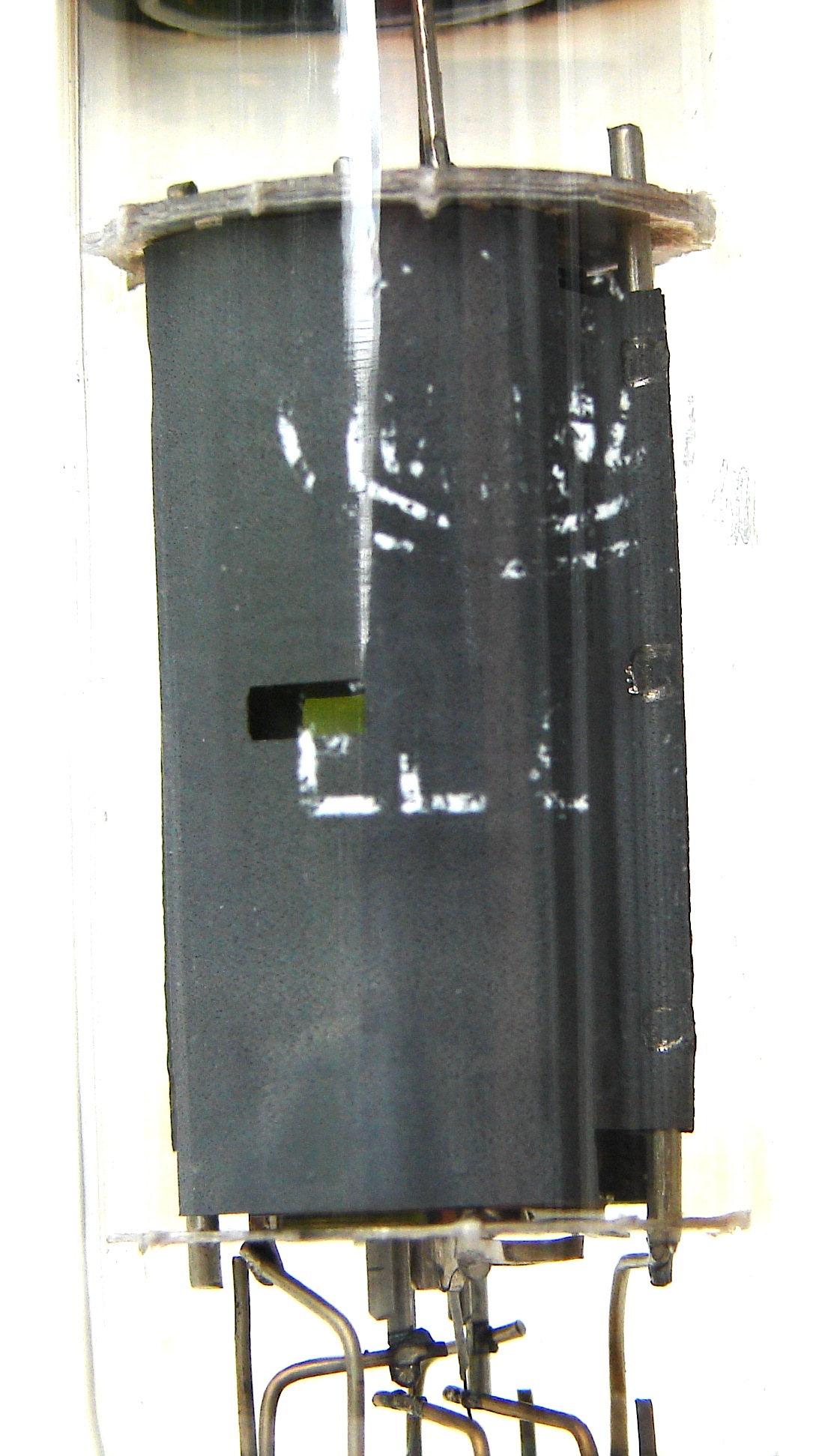
EL84 von SEL als Beam-Power-Variante: Reflektierender Ausschnitt im Anodenblech zeigt das Strahlblech.
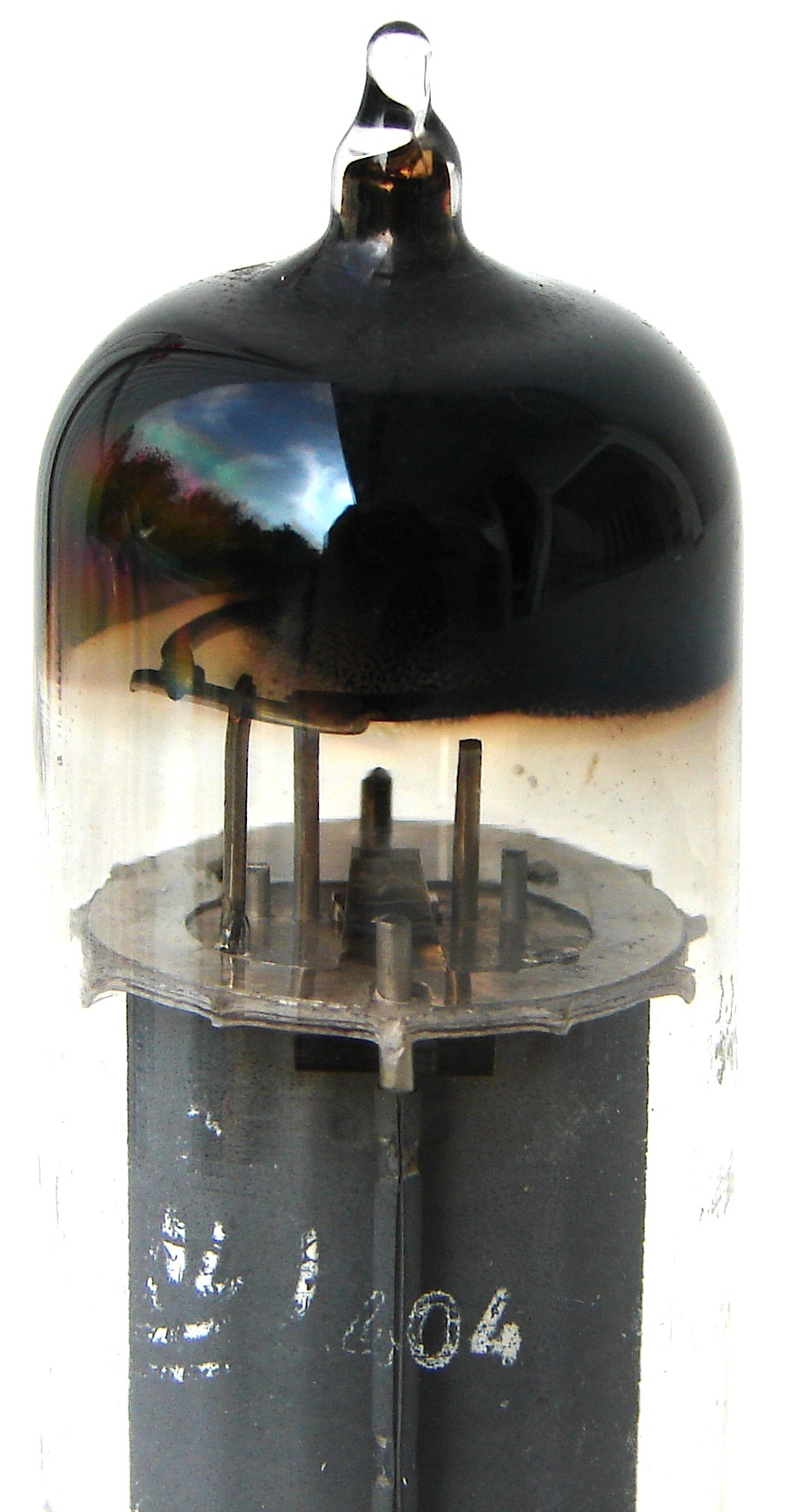
EL84 von SEL als Beam-Power-Variante: Nur zwei Gitterstabpaare erkennbar, Strahlblechlasche verdeckt die Kathode.
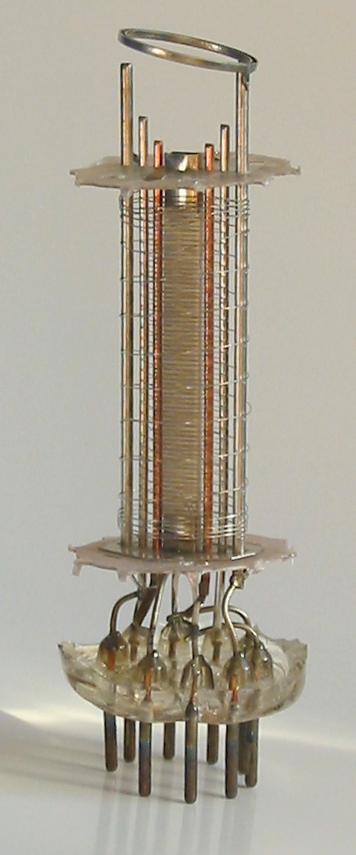
Der innere Aufbau einer EL84
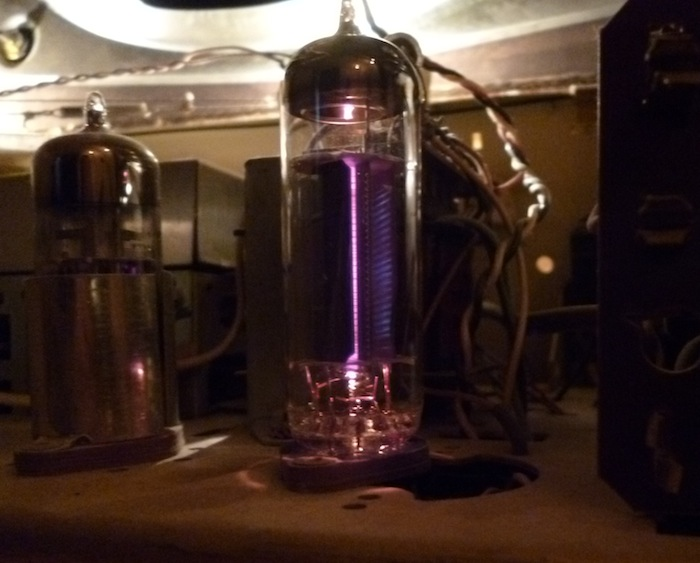
EL84 zeigt Elektronenentladung im Betrieb